# Цугару (город)
Цугару (яп. つがる市 Цугару-си) — город в Японии, находящийся в префектуре Аомори. Площадь города составляет 253,85 км², население — 35 135 человек (1 августа 2014), плотность населения — 138,41 чел./км².

## Географическое положение
Город расположен на острове Хонсю в префектуре Аомори региона Тохоку. С ним граничат города Хиросаки, Госёгавара и посёлки Адзигасава, Цурута, Накадомари.

## Население
Население города составляет 35 135 человек (1 августа 2014), а плотность — 138,41 чел./км². Изменение численности населения с 1980 по 2005 годы:
| 1980 | 46 869 чел. |  |
| 1985 | 46 070 чел. |  |
| 1990 | 43 699 чел. |  |
| 1995 | 42 384 чел. |  |
| 2000 | 41 320 чел. |  |
| 2005 | 40 091 чел. |  |

## Символика
Деревом города считается Pinus thunbergii, цветком — Hemerocallis dumortieri, птицей — обыкновенная кукушка.